# Myrmarachne formosa
Myrmarachne formosa är en spindelart som först beskrevs av Tord Tamerlan Teodor Thorell 1892 [1890.  Myrmarachne formosa ingår i släktet Myrmarachne och familjen hoppspindlar. Inga underarter finns listade i Catalogue of Life.